# Emma Cooke
Emma Cooke (ur. 7 września 1848 w Fayetteville, zm. 22 stycznia 1929 w Waszyngtonie) – amerykańska łuczniczka, dwukrotna wicemistrzyni olimpijska, która wzięła udział w igrzyskach olimpijskich w 1904 roku w Saint Louis.

## Życiorys
W 1902 roku zwyciężyła w mistrzostwach kraju w strzelaniu na odległość z rezultatem 190 jardów.
Podczas igrzysk w 1904 zdobyła dwa srebrne medale w Double National Round i Double Columbia Round.
We wcześniejszych źródłach podawano, że wraz z Mabel Taylor zdobyła również srebrny medal w rywalizacji drużynowej. Obecnie MKOl wykazuje tylko złoty medal w tej konkurencji.